# Inishbiggle
Inishbiggle (iriska: Inis Bigil) är en ö i republiken Irland.   Den ligger i grevskapet Maigh Eo och provinsen Connacht, i den nordvästra delen av landet, 250 km väster om huvudstaden Dublin. Arean är 3,4 kvadratkilometer.
Terrängen på Inishbiggle är mycket platt. Öns högsta punkt är 26 meter över havet. Den sträcker sig 2,3 kilometer i nord-sydlig riktning, och 2,7 kilometer i öst-västlig riktning.